# Jennie Lee (actrice britannique)
Pour les articles homonymes, voir Jennifer Lee (homonymie).
Jennie Lee (vers 1854, - 3 mai 1930) est une actrice de théâtre de l'époque victorienne, chanteuse et danseuse anglaise, dont la carrière est largement liée au rôle principal de Jo, un mélodrame que son mari, John Pringle Burnett, a tissé autour d'un personnage relativement mineur, du roman de Charles Dickens, La Maison d'Âpre-Vent. Elle fait ses débuts, sur scène, à Londres, dès son plus jeune âge et trouve le succès à New York et à San Francisco, peu de temps après. Jennie Lee a peut-être joué pour la première fois dans Jo, vers 1874, pendant son contrat au California Theatre (en) de San Francisco, mais son véritable succès vient avec les débuts de la pièce, à Londres, le 22 février 1876, au Globe Theatre (en) de Newcastle Street. Elle passe de nombreux mois au Globe et dans d'autres lieux de Londres avant de s'embarquer pendant plusieurs saisons dans des tournées dans les îles britanniques, un retour en Amérique du Nord, des tournées en Australie et en Nouvelle-Zélande et plus tard des reprises en Grande-Bretagne. Les conditions réduites de ses dernières années contraignent Jennie Lee à demander l'aide d'un fonds de pension d'acteur subventionné en partie par les recettes du Royal Command Performance (en),.

## Jeunesse

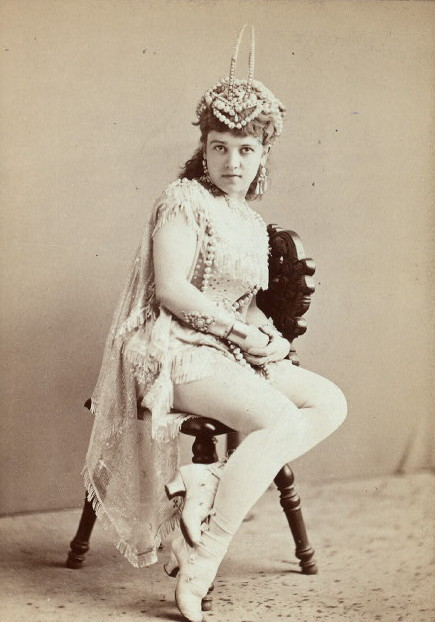
Jennie Lee (New York, vers 1872).

Emily Lee est née à Londres, fille d'Edwin George Lee, un artiste de renom qui travaille l'aquarelle et la gravure sur bois. Son père compte parmi ses amis l'écrivain Charles Dickens et l'artiste John Everett Millais. Emily Lee accompagne parfois son père à l'atelier de ce dernier où, à l'occasion, elle s'assied pour l'artiste ; tout comme sa tante maternelle, Anne Ryan, la jeune femme représentée dans son tableau, Un huguenot.
Elle est élevée dans une grande famille qui comprend sept frères et sœurs et les jeunes frères de son père, qu'elle aime appeler « ses trois méchants oncles ». Emily Lee a un jour décrit son père comme étant austère et que les plaisirs qu'elle trouvait dans son enfance se produisaient souvent subrepticement ou pendant qu'il était parti pour une de ses fréquentes excursions de peinture. Souvent, pendant ces absences, elle se faufilait dans la bibliothèque de son père pour lire des livres qui lui étaient normalement interdits ou organiser des jeux familiaux avec l'aide de ses trois oncles.
À l'automne 1869, quelque dix-huit mois après la mort de son père, Jennie Lee fait ses débuts sur scène au Lyceum Theatre de Londres, dans le rôle d'une des douze pages de Chilpéric (en), un opéra bouffe sur un livret et une musique d'Hervé. Au même endroit, plus tard en 1870, elle est balayeuse de passage dans l'opérette d'Hervé, Le petit Faust (en), et en juillet 1870 au Royal Strand Theatre (en), elle joue le prince Ahmed dans la romance d'Henry James Byron (en), The Pilgrim of Love,.

## New York

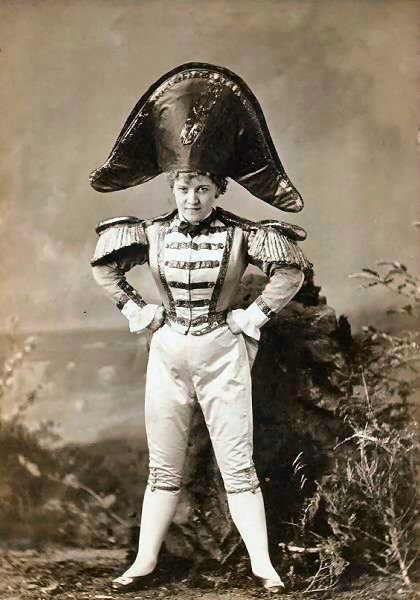
Jennie Lee à New York, vers 1872.

Jennie Lee reste au Strand Theatre, pendant la saison 1870-1871 et accepte ensuite une offre d’Edward Askew Sothern pour jouer cet automne-là Mary Meredith  au Niblo's Garden (en) de New York dans une reprise de Our American Cousin. Après Our American Cousin, Jenny Lee continue à jouer au Niblo dans des productions telles Queen Naiad, d'Emile Pacardo et Charles. F. Gordon, et le rôle de Rosey Budd dans Black Friday, le drame de Henry Harwood Leech, basé sur le meurtre du financier James Fisk. Black Friday se termine le 5 mai 1872, deux jours seulement avant qu'un incendie dévastateur ne détruise le Niblo's Garden,.
Le mois suivant, Jennie Lee rejoint la famille Vokes (en) au Boston Theatre, à Boston dans le Massachusetts, dans le rôle de Betsey Baker dans une farce comique intitulée The Wrong Man in the Right Place,.

## San Francisco

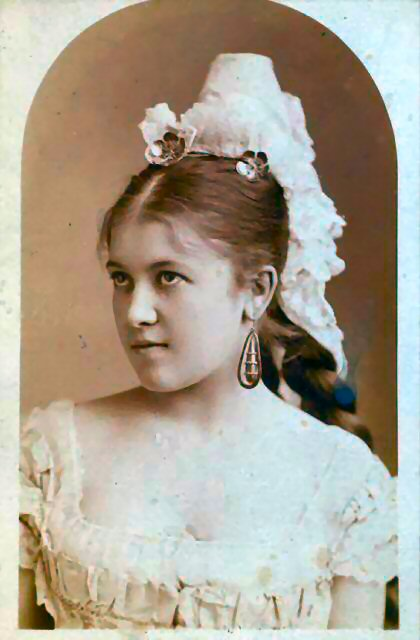
Jennie Lee (vers 1882).

En août 1873, Jennie Lee et J. P. Burnett retournent à New York à bord du bateau à vapeur Idaho et se rendent ensuite en train à San Francisco où ils se joignent à Susan Galton pour former la Susan Galton and Jennie Lee Opera Bouffe, une troupe de comédie et de burlesque. Leurs premiers engagements ont lieu entre début septembre et mi-octobre, au New Alhambra Theatre dans les productions des comédies Thrice Married de Howard Paul (1830-1905) et Checkmate (en) d'Andrew Halliday (en), mais également dans Fanchette - The Flower Girls of Paris - Too Many Cooks, la comédie Peggy Green de Charles Selby (en) et un opéra bouffe Trom-Al-Ca-Zar,
,.
Dès la troisième semaine d'octobre, la compagnie de Lee s'installe à l'Opéra de Gray où elle reste jusqu'à la fin février 1874. Elle y joue avec Burnett les rôles de M. et Mme Honeyton dans la comédie, The Perfect Pair, celui de Fanny Curry et M. Dabster dans la farce Dabster Done. En novembre, Jenny Lee est Wanda, la paysanne, dans la Grand Duchess de Galton, une adaptation de La Grande-duchesse de Gérolstein puis Fleurette dans la Boulotte de Galton, adaptation de Barbe-bleue d'Offenbach. Le mois suivant, elle reprend son rôle dans les productions de Kind to a Fault et apparaît plus tard avec Burnett dans la comédie, The Happy Pair. L'année s'achève par la mise en scène du spectacle de chinoiserie musicale Ching-Chow-Hi, une adaptation de Ba-ta-clan d'Offenbach.
Au début de janvier 1874, Jennie Lee joue Jelly, la femme de chambre, dans une farce anglaise intitulée Beautiful Forever et apparaît dans l'extravagance burlesque Eily O'Conner de Henry James Byron (en), basée sur The Colleen Bawn (en) de Boucicault. Le 19 janvier, elle joue avec Burnett, Mme Julia Juniper, dans la farce en un acte des Lodgers and Dodgers de Frederic Hay,. Une semaine plus tard, Jennie Lee serait tombée gravement malade lors d'un engagement à Sacramento.

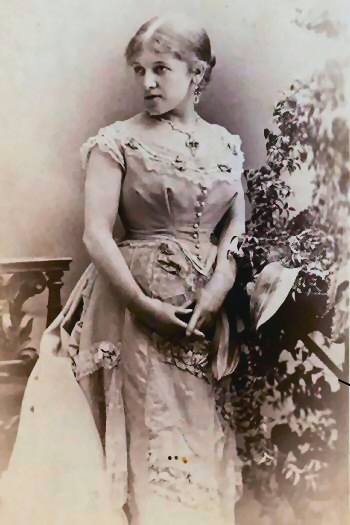
Jennie Lee, dans les années 1870 ou 1880.

Le 31 mars, Lee et Burnett ont apparemment quitté la troupe de Galton et ils se produisent dorénavant, ensemble au California Theatre de San Francisco, dans la farce en un acte de Thomas Haynes Bayly, The Maid of Munster. Ils restent au California et plus tard au Platt's Hall, jusqu'au mois d'avril, pour participer à la farce anglaise en deux actes The Happy Pair et à plusieurs spectacles de bienfaisance,. Le 23 mai, au Maguire's New Theatre de San Francisco, Jennie Lee est l'héroïne, Gilberte, dans l'adaptation par Augustin Daly, de la comédie en cinq actes de Ludovic Halévy et Henri Meilhac, Four-Frou,.
Elle retourne au California Theatre, en juin 1874, pour un engagement qui durera jusqu'en août de l'année suivante. En juin et juillet, elle joue Mary Meredith dans Our American Cousin, en juillet, Polly Eccles, dans la comédie Home de Thomas William Robertson, en août, Zamora dans la comédie The Honeymoon de John Tobin, en octobre, Bob, le boot-black, dans The Streets of New York de Dion Boucicault, en novembre, elle est Susan dans Captain Cuttle de William Florence, dans l'adaptation de Dombey et Fils de John Brougham, en décembre, Bridget Maguire dans Eileen Oge d'Edmund Falconer (en). En janvier 1875, elle reprend Polly Eccles pour sa représentation de charité de Robertson's Home et en février, Mme Wobbler, dans le drame de Henry J. Byron Blow for Blow.
Le 7 juin 1875, elle joue pour la première fois Jo, le balayeur, dans l'adaptation scénique de H. A. Rendle de Bleak House, de Dickens, intitulée Chesney Wold, avec Fanny Janauschek (en), dans les doubles rôles de Lady Dedlock et Hortense,,. Plus tard ce mois-là, Jennie Lee est Lady Aubrey, dans Mannel de Henry James Montague (en), dans une adaptation de la comédie d'Octave Feuillet Il Romanzo Di Un Giovane Povero (Le Roman d'un jeune homme pauvre), et en juillet, Moya, amante de Conn le Shaughraun, dans The Shaughraun de Dion Boucicault.

## Londres

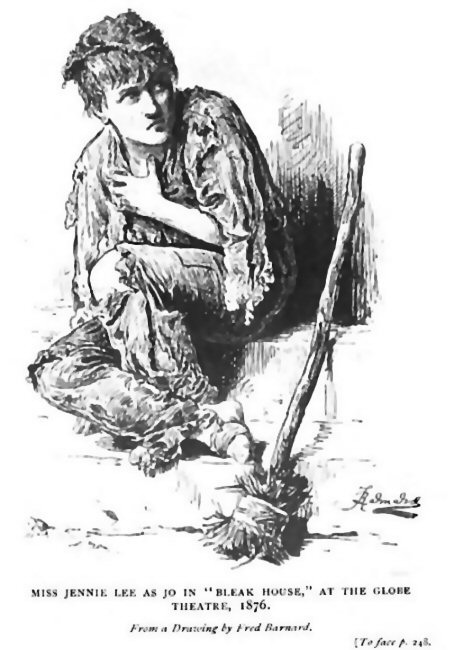
Jennie Lee dans le rôle de Jo, au Globe Theatre (1876).

Le 4 août 1875, une soirée d'adieu est organisée pour Jennie Lee, au California Theatre, peu de temps avant qu'elle et Burnett ne quittent San Francisco, en train, pour entamer la première étape de leur voyage de retour en Angleterre,. Le 8 novembre, elle apparaît, pour la première fois, sur la scène anglaise, dans le rôle de Jo, au Prince of Wales's Theatre de Liverpool, avant de rejoindre le Surrey Theatre de Londres, fin décembre, pour un engagement de près de huit semaines, dans le rôle de Jack, Tom Thumb; or, Harlequin King Arthur and the Knights of the Round Table, de Frank W. Green, une pantomime basée sur l'histoire pour enfants, Jack le tueur de géants,,. Le 21 février 1876, elle entame un long engagement avec l'adaptation de Bleak House de Burnett au Globe Theatre.
The Athenaeum déclare qu'elle joue le personnage avec « un réalisme et un pathos difficiles à surpasser. Rarement une révélation de talent plus frappante n'a été faite. Dans la mise en scène et dans le jeu, le personnage a été réalisé de manière approfondie ; et la voix rauque, la démarche avachie et découragée, et le mouvement comme celui d'un animal chassé, ont été admirablement mis en évidence. »
À la mi-avril 1876, Jo quitte le Globe Theatre pour faire place à la nouvelle pièce d'Ada Cavendish, Miss Gwilt, un drame de Wilkie Collins. Peu de temps après, la pièce de Burnett réapparaît au nouveau Royal Aquarium Theatre, de Londres, où elle clôt la saison 1875-1876, le 8 juillet, avec un spectacle de bienfaisance au nom de Lee. Le 11 septembre 1876, elle revient avec Jo, pour un engagement de près de trois mois au Globe Theatre, suivi d'un court passage au National Standard Theatre,. Le lendemain de Noël, pour le boxing Day 1876, elle est de retour au Globe Theatre pour jouer, devant des critiques positives, Don Leander, le rôle principal, dans The Invisible Prince de James Planché. Elle reste avec la pièce jusqu'à sa fermeture, fin février 1877, puis, en juin de la même année, elle retourne au Royal Standard pour jouer, à nouveau, Jo. Au cours des saisons suivantes, Jennie Lee fait une tournée, avec le rôle de Jo, et, à l'occasion, elle retourne à Londres pour jouer de brèves reprises de la pièce.
Jennie Lee reçoit des critiques positives, au début de janvier 1880, pour son interprétation du personnage principal dans Midge, une comédie de Burnett et R. J. Martin produite au Royalty Theatre (en) et dans laquelle Burnett joue le rôle de John Gastern et Richard Mansell celui de M. Malony. Midge est joué durant cinq ou six semaines avant d'être remplacé par d'autres représentations de Jo. Bien que Midge ait été assez bien accueilli en tournée, la pièce rencontre un succès limité, à Londres. Quelques années plus tard, Jennie Lee déclare, à un journaliste néo-zélandais, que son succès en tant que Jo lui avait rendu difficile l'acceptation d'autres rôles,.

## Carrière ultérieure

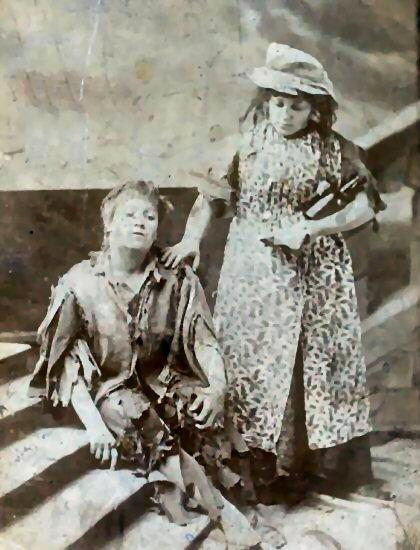
Jennie Lee (à gauche) dans le rôle de Jo (vers 1882-1908).

Jennie Lee emmène Jo à New York, en août 1881, pour un engagement au Fourteenth Street Theatre, puis à San Francisco où elle fait la première partie du Baldwin's Theatre (en), le 7 novembre de la même année. Au même endroit, quinze jours plus tard, Lee et Burnett jouent les rôles de Mrs. Blythe et du Colonel Wood, dans une production de la comédie de F. C. Burnand (en), The Colonel,,.
Le 6 décembre, au Platt Hall, elle joue le rôle d'un commissaire-priseur célèbre, lors d'une réception, destinée à collecter des fonds pour la construction d'un foyer pour les anciens combattants. Pendant la semaine de Noël, au Bush Street Theatre, Jennie Lee joue le rôle principal, dans la comédie musicale de Planché, Fortunio and His Seven Gifted Servants. Fortunio s'arrête rapidement, le 9 janvier 1882, et après un spectacle d'adieu, au Baldwin's Theatre, un mois plus tard, Jennie Lee et Burnett partent pour l'Australie,,.
Jennie Lee fait ses débuts, avec Jo, le 29 avril 1882 au Princess Theatre de Melbourne (en) et rencontre un succès immédiat, avec une série presque record de cinq mois qui est suivie de trois mois au Theatre Royal de Sydney (en). Après avoir joué Jo et d'autres productions, elle se produit à Hobart, Dunedin, Christchurch, Invercargill, Wellington et Auckland. Elle retourne finalement à Sydney, pour un engagement, à l'Opéra avant de faire d'autres étapes à Adélaïde, Hobart et Melbourne. Jennie Lee retournera en Australie, au moins trois fois, entre 1887 et 1908, et continue à apparaître dans les reprises de Jo, en Grande-Bretagne et ailleurs pendant de nombreuses années. Elle choisit finalement de prendre sa retraite, vers 1911,.

## Vie personnelle

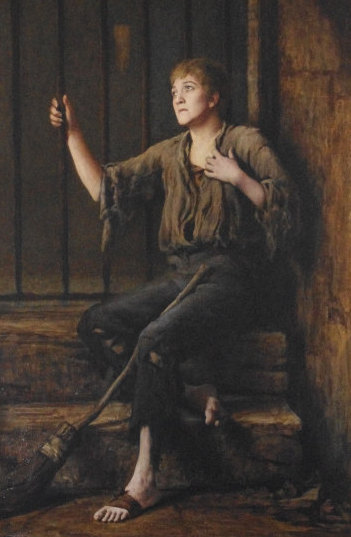
Jenny Lee dans le rôle de Jo, par Henry Macbeth-Raeburn (1886).

Le mari de longue date de Jennie Lee est John Pringle Burnett, un acteur et dramaturge, né à Midlothian, en Écosse, vers 1846. Dans leurs productions de Jo, Burnett est généralement vu dans le rôle de l'inspecteur Bucket. Le couple a une fille et un fils, nés à Londres, en 1878 et 1880. Joan, leur premier enfant, est une jeune actrice prometteuse avec un don d'imitation. Elle meurt, victime de la tuberculose, en mars 1908, peu après son arrivée en Australie, pour jouer le rôle de Peter Pan. John est tué pendant la Première Guerre mondiale : il s'agit peut-être de John Burnett qui est tombé le 12 octobre 1916 lors d'une escarmouche près de la frontière franco-belge. Le mari de Jennie Lee est mort l'année suivante.
Quelque temps après la perte de sa famille, Jennie Lee connait des difficultés financières et passe ses dernières années à recevoir le soutien du nouveau Fonds de pension du roi George pour les acteurs.
Le 7 février 1921, elle sort brièvement de sa retraite pour interpréter une scène de Jo, lors d'une collecte de fonds, au Lyric Theatre de Londres, au profit de la Charles Dickens Memorial House. En 1925, des rapports erronés sur la mort de Lee font surface lorsque certaines agences de presse la confondent avec Jennie Lee, l'actrice américaine, récemment disparue. Emily Lee Burnett meurt à Londres cinq ans plus tard,,.